# Edolisoma dispar
Az Edolisoma dispar a madarak osztályának verébalakúak (Passeriformes) rendjébe és a tüskésfarúfélék (Campephagidae) családjába tartozó faj.

## Rendszerezése
A fajt Tommaso Salvadori olasz ornitológus írta le 1878-ban, a Edoliosoma nembe Edoliosoma dispar néven. Sorolják a Coracina nembe Coracina dispar néven is.

## Előfordulása
Indonéziához tartozó Kai-szigetek területén honos. Természetes élőhelyei a szubtrópusi vagy trópusi síkvidéki és hegyi esőerdők.

## Megjelenése
Testhossza 25 centiméter.

## Természetvédelmi helyzete
Az elterjedési területe nagyon nagy, egyedszáma pedig stabil. A Természetvédelmi Világszövetség Vörös listáján nem fenyegetett fajként szerepel.